# Ung man (staty)

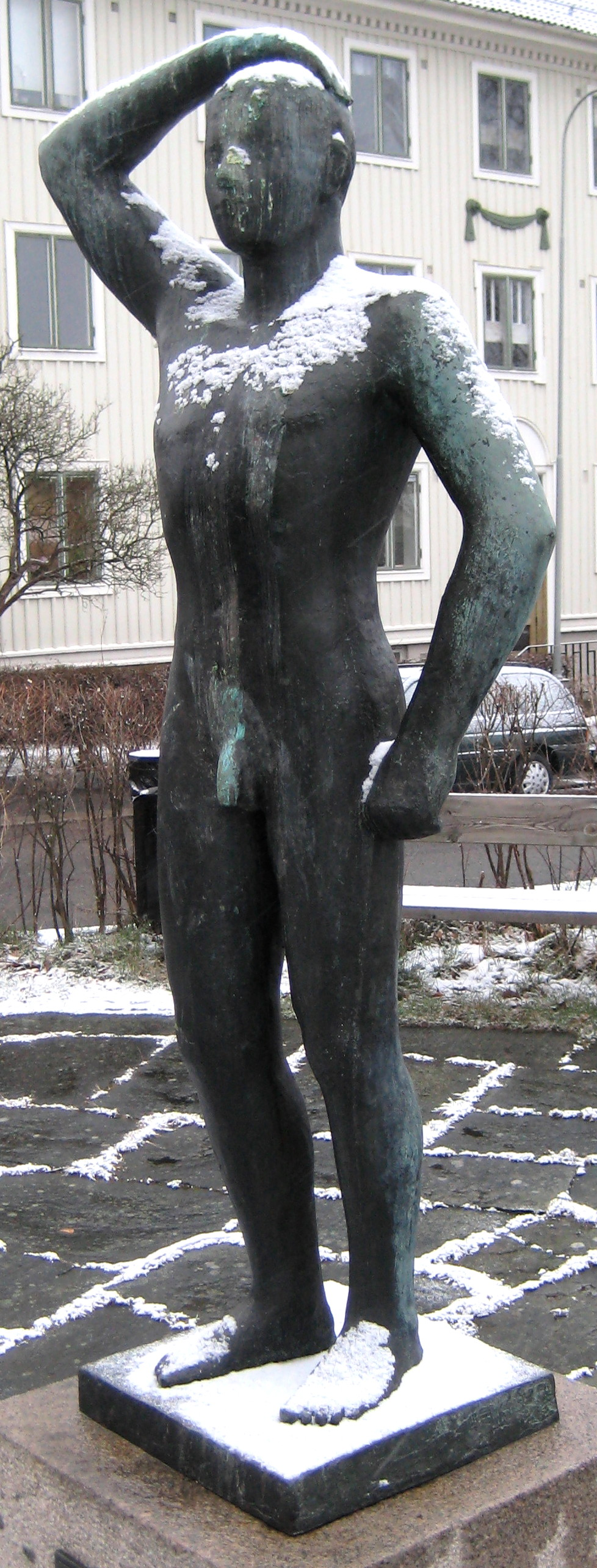
Ung man (1948) av Astrid Noack.

Ung man är en staty i brons skapad 1948 av Astrid Noack. Statyn placerades på Ståthållaregatan/Fågelfängaregatan i Kungsladugård i Göteborg 1968.